# وسلی چپل (فلوریدا)
وسلی چپل (به انگلیسی: Wesley Chapel) یک منطقهٔ مسکونی در ایالات متحده آمریکا است که در شهرستان پاسکو، فلوریدا واقع شده‌است. وسلی چپل ۱۵٫۸ کیلومتر مربع مساحت و ۶۰٬۴۵۳ نفر جمعیت دارد و ۳۳ متر بالاتر از سطح دریا واقع شده‌است.